# Granackie Turnie

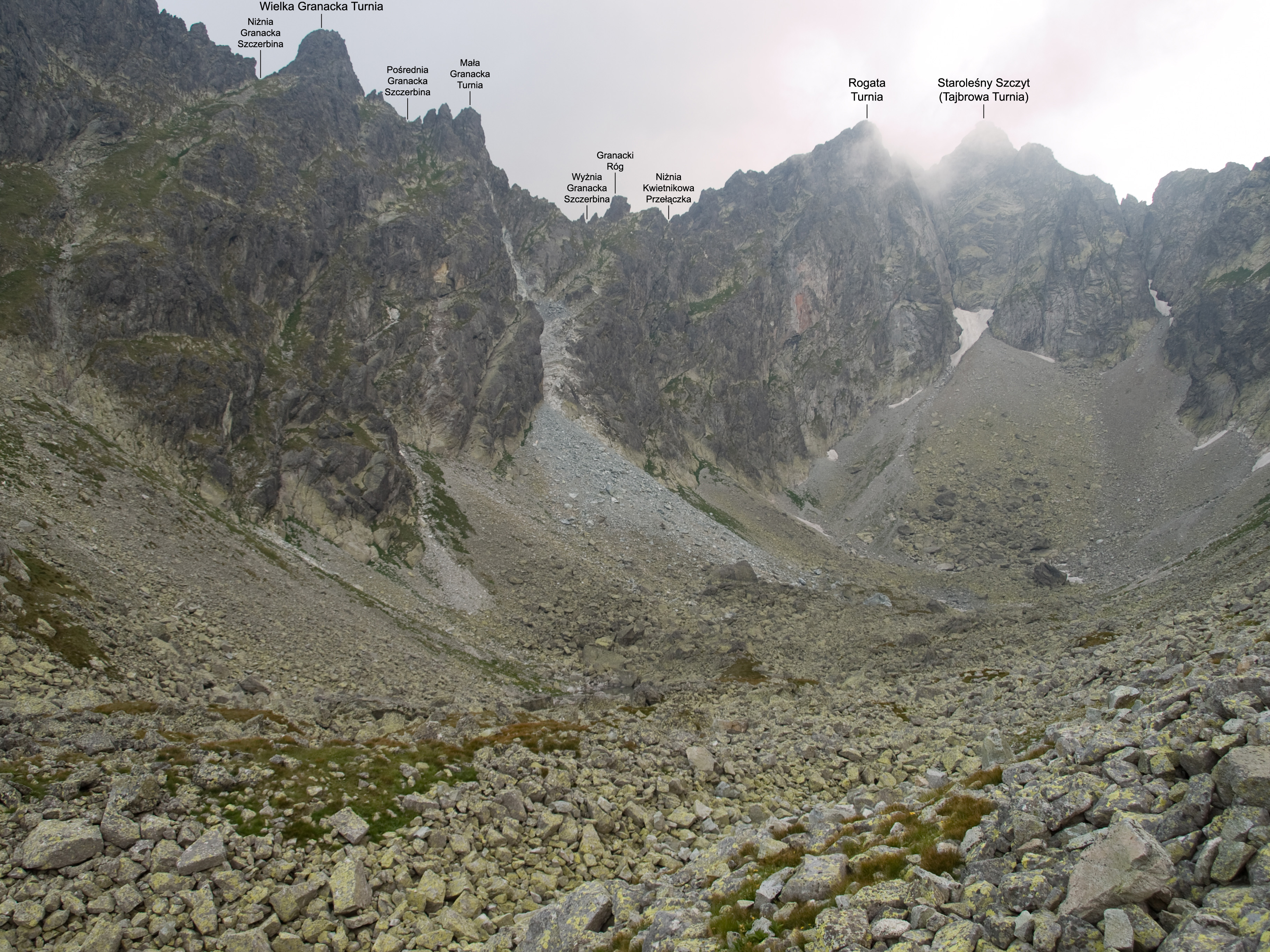
Granackie Turnie od Wielkiej Granackiej Turni do Rogatej Turni – widok z Doliny Sławkowskiej (z podpisami)

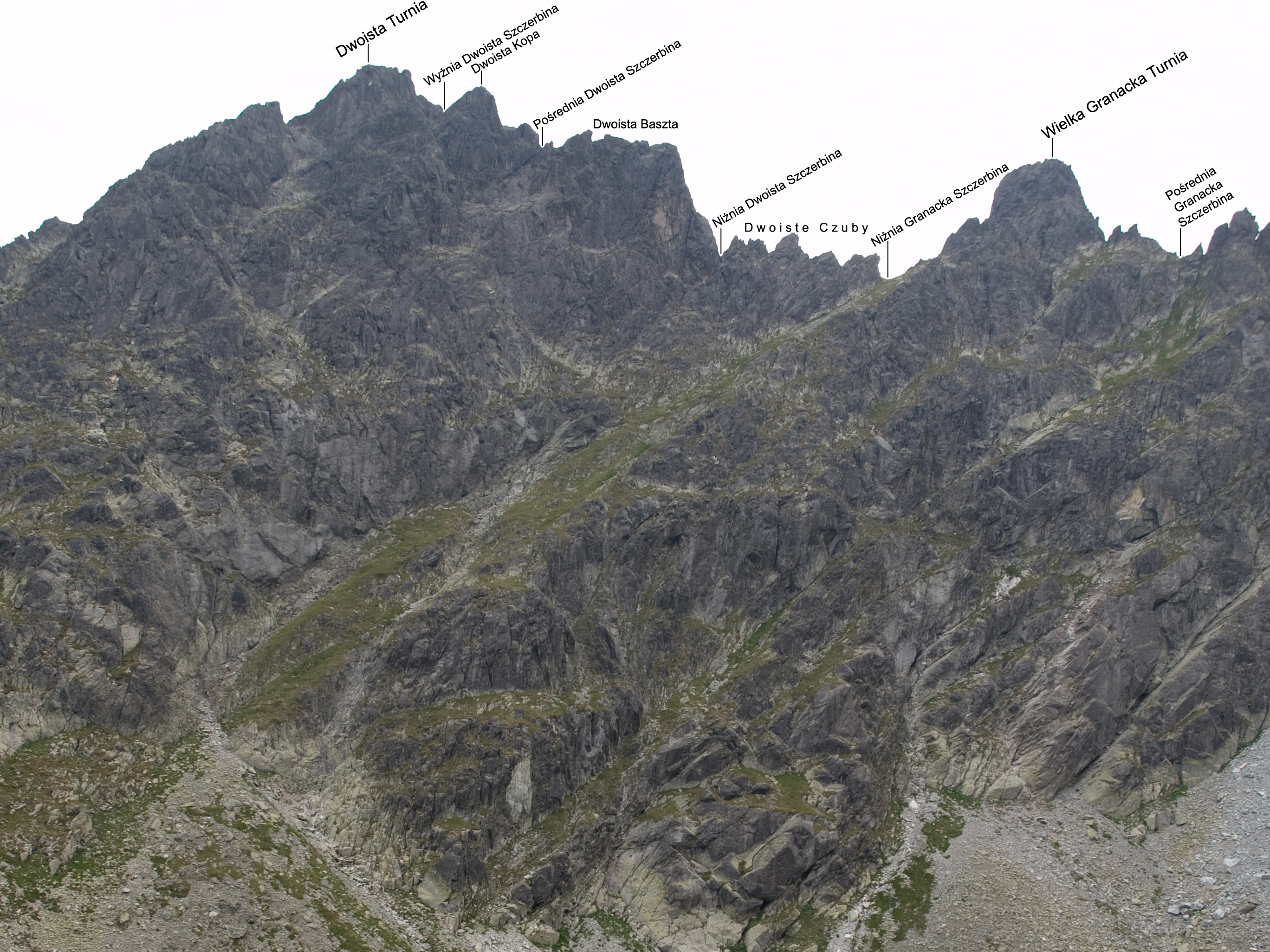
Granackie Turnie od Dwoistej Turni do Wielkiej Granackiej Turni – widok z Doliny Sławkowskiej (z podpisami)

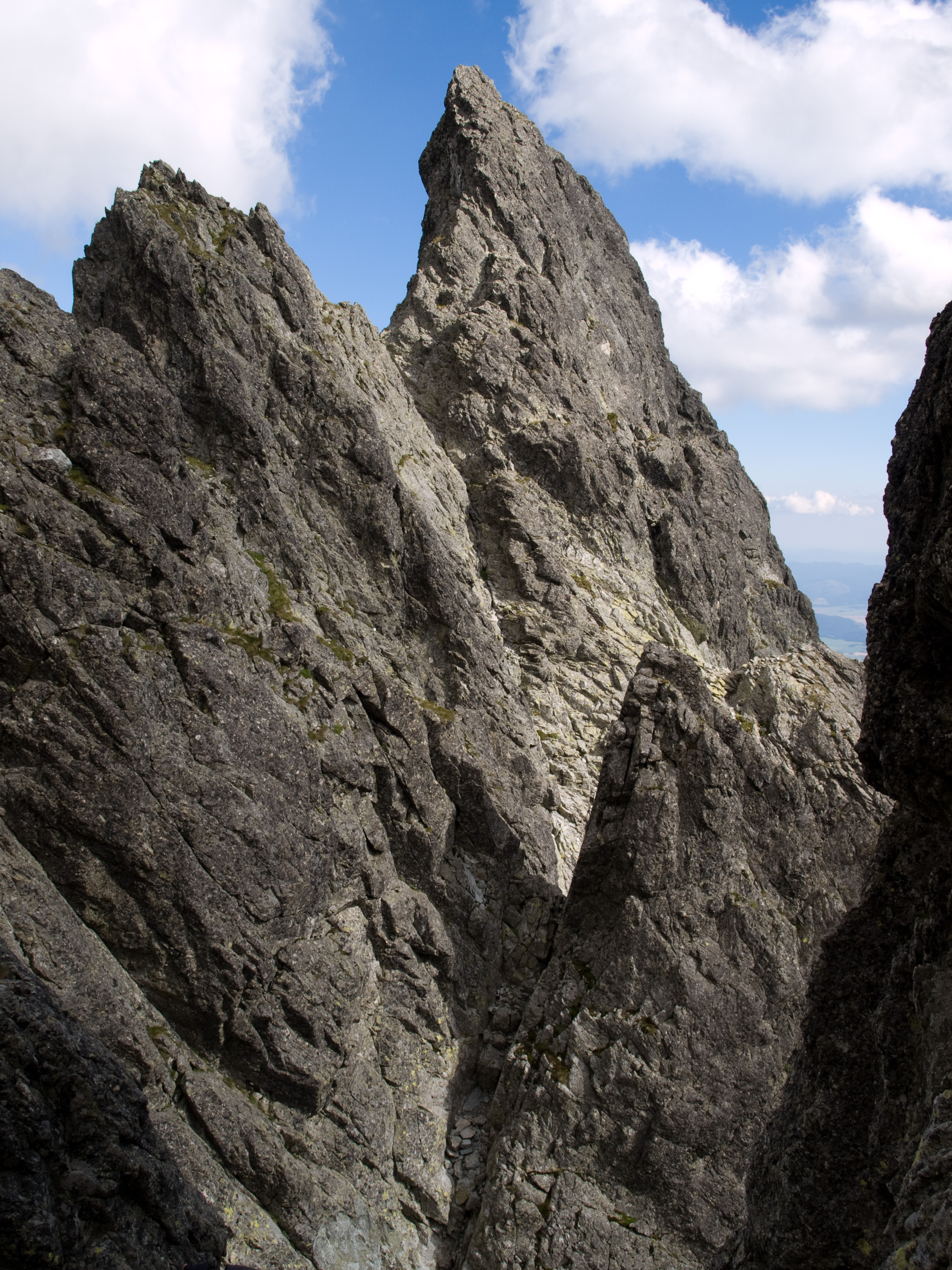
Rogata Turnia – najwyższa z Granackich Turni i jedna z najtrudniej dostępnych

Granackie Turnie (słow. Granátové veže) – turnie wznoszące się w większości w głównej grani Granatów Wielickich (Velické Granáty) w słowackich Tatrach Wysokich. Grań ta odchodzi od Staroleśnego Szczytu (Bradavica) w kierunku południowo-wschodnim, jest oddzielona od niego Kwietnikową Przełączką (Kvetnicové sedlo) i rozdziela Dolinę Wielicką na południowym zachodzie i Dolinę Sławkowską na północnym wschodzie.
W grani Granatów Wielickich z Granackimi Turniami znajdują się (w kolejności od Kwietnikowej Przełączki):
- Rogata Turnia (Rohatá veža, ok. 2420 m n.p.m.) – najwyższy szczyt Granatów Wielickich,
- Niżnia Kwietnikowa Przełączka (Rohatá štrbina),
- Granacki Róg (Granátový roh),
- Wyżnia Granacka Szczerbina (Horná Granátová štrbina),
- Mała Granacka Turnia (Malá Granátová veža, 2298 m),
- Pośrednia Granacka Szczerbina (Prostredná Granátová štrbina),
- Wielka Granacka Turnia (Veľká Granátová veža, 2318 m),
- Niżnia Granacka Szczerbina (Dolná Granátová štrbina),
- Dwoiste Czuby (Dvojité zuby),
- Niżnia Dwoista Szczerbina (Nižná Dvojitá štrbina),
- Dwoista Baszta (Dvojitá bašta),
- Pośrednia Dwoista Szczerbina (Prostredná Dvojitá štrbina),
- Dwoista Kopa (Dvojitá kopa),
- Wyżnia Dwoista Szczerbina (Vyšná Dvojitá štrbina),
- Dwoista Turnia (Dvojitá veža, 2312 m) – 2 wierzchołki (wyższy północny),
- Dwoista Przełęcz (Sedlo pod Dvojitou, ok. 2210 m),
- Wielicka Kopa (Velická kopa, 2227 m),
- Niedźwiedzia Przełęcz (Sedlo pod Velickou kopou),
- Niedźwiedzie Czuby (Velické hrby):
  - Zadnia Niedźwiedzia Czuba (Zadný Velický hrb, 2001 m),
  - Zadnia Niedźwiedzia Szczerbina (Zadná Velická štrbina),
  - Pośrednia Niedźwiedzia Czuba (Prostredný Velický hrb),
  - Pośrednia Niedźwiedzia Szczerbina (Prostredná Velická štrbina),
  - Skrajna Niedźwiedzia Czuba (Predný Velický hrb),
  - Skrajna Niedźwiedzia Szczerbina (Predná Velická štrbina),
  - Mała Niedźwiedzia Czuba (Malý Velický hrb).

Do Granackich Turni zalicza się wyżej wymienione szczyty wraz z Podufałą Turnią (Opálová veža), wznoszącą się w południowo-zachodnim żebrze Rogatej Turni. Po stronie południowo-zachodniej równolegle do Granackich Turni ciągnie się drugi pas turni – Granackie Baszty (Granatové steny). Są to kulminacje krótkich, bocznych żeber odchodzących z Granackich Turni. Pomiędzy Granackimi Turniami a Granackimi Basztami przebiega system szerokich, trawiastych zachodów – Granacka Ławka (Granátová lávka). Granackie Turnie opadają nie do samej Doliny Wielickiej, ale jedynie do Granackiej Ławki. Z kolei Granackie Baszty tworzą nad doliną miejscami wysokie urwiska.